# Asparagus umbellatus
Asparagus umbellatus là một loài thực vật có hoa trong họ Măng tây. Loài này được Link mô tả khoa học đầu tiên năm 1828.

## Hình ảnh

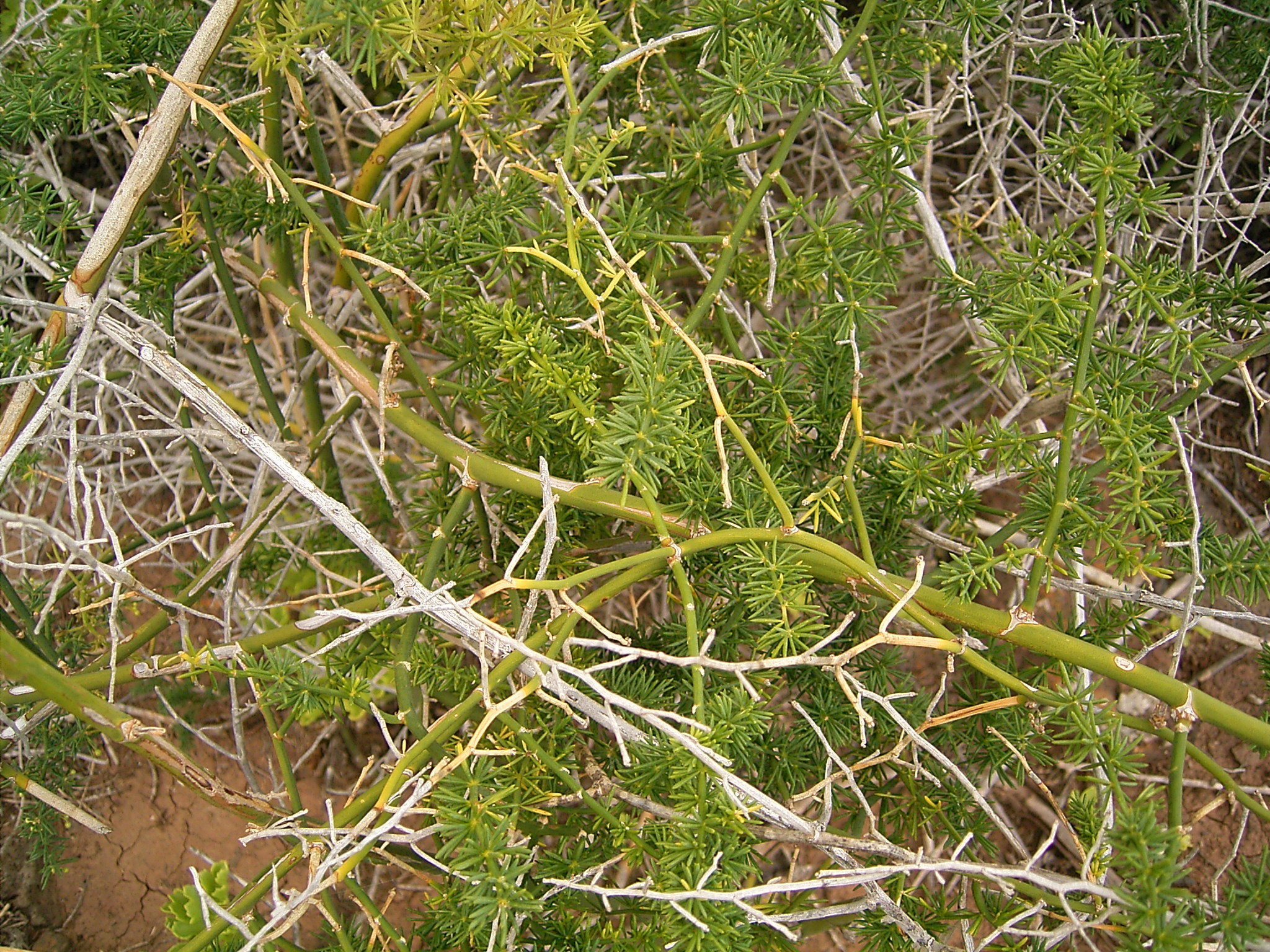
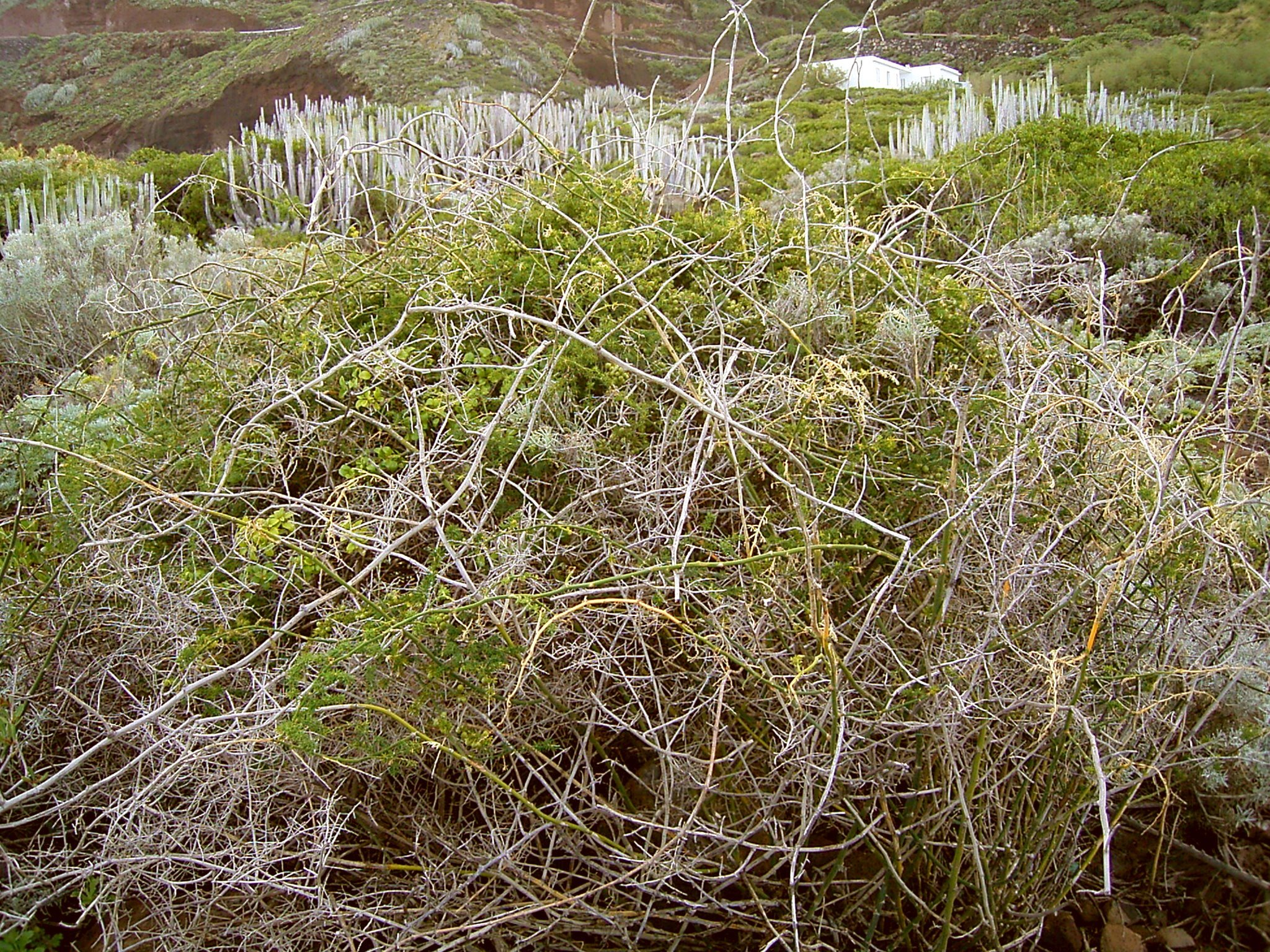
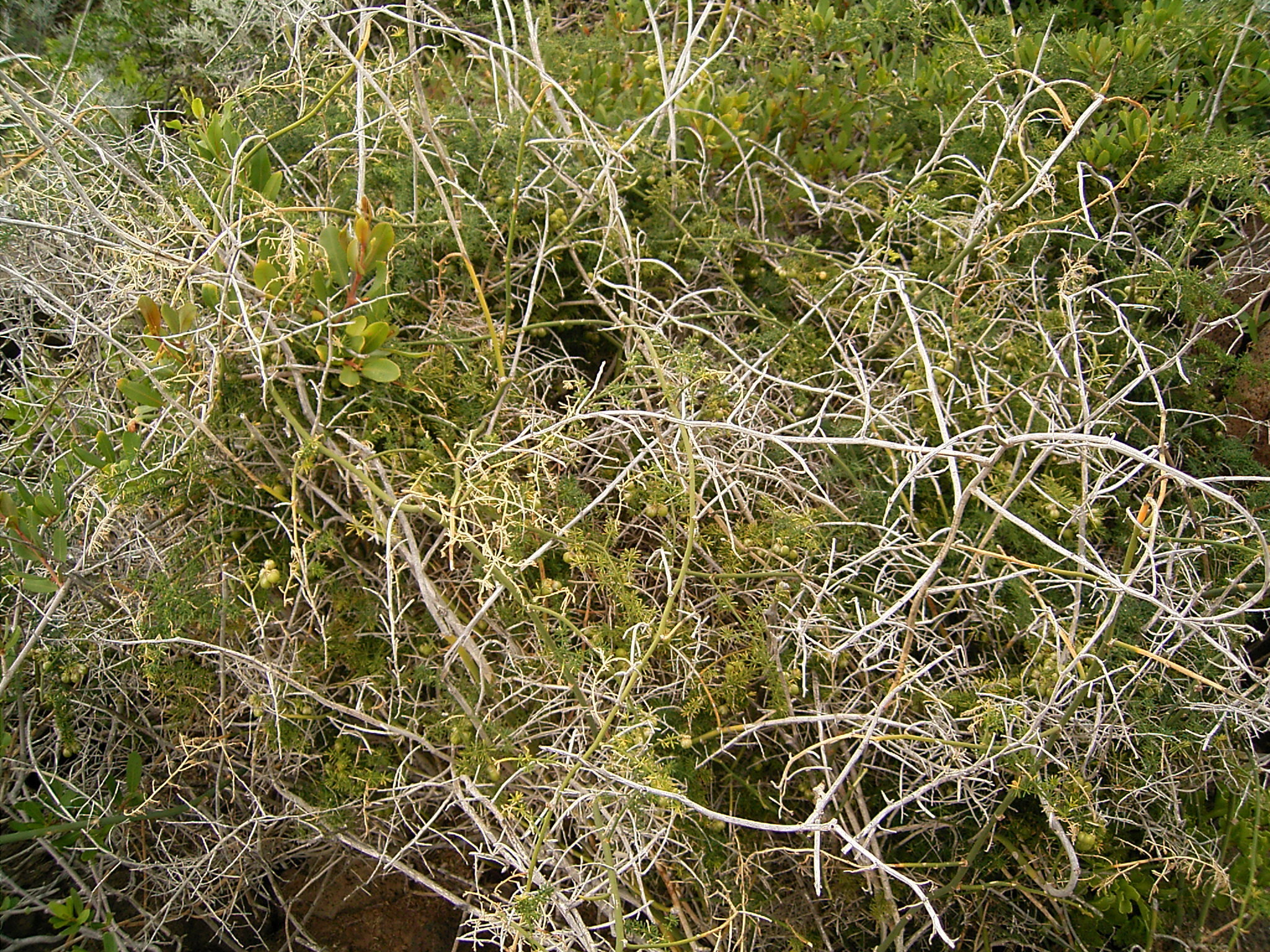
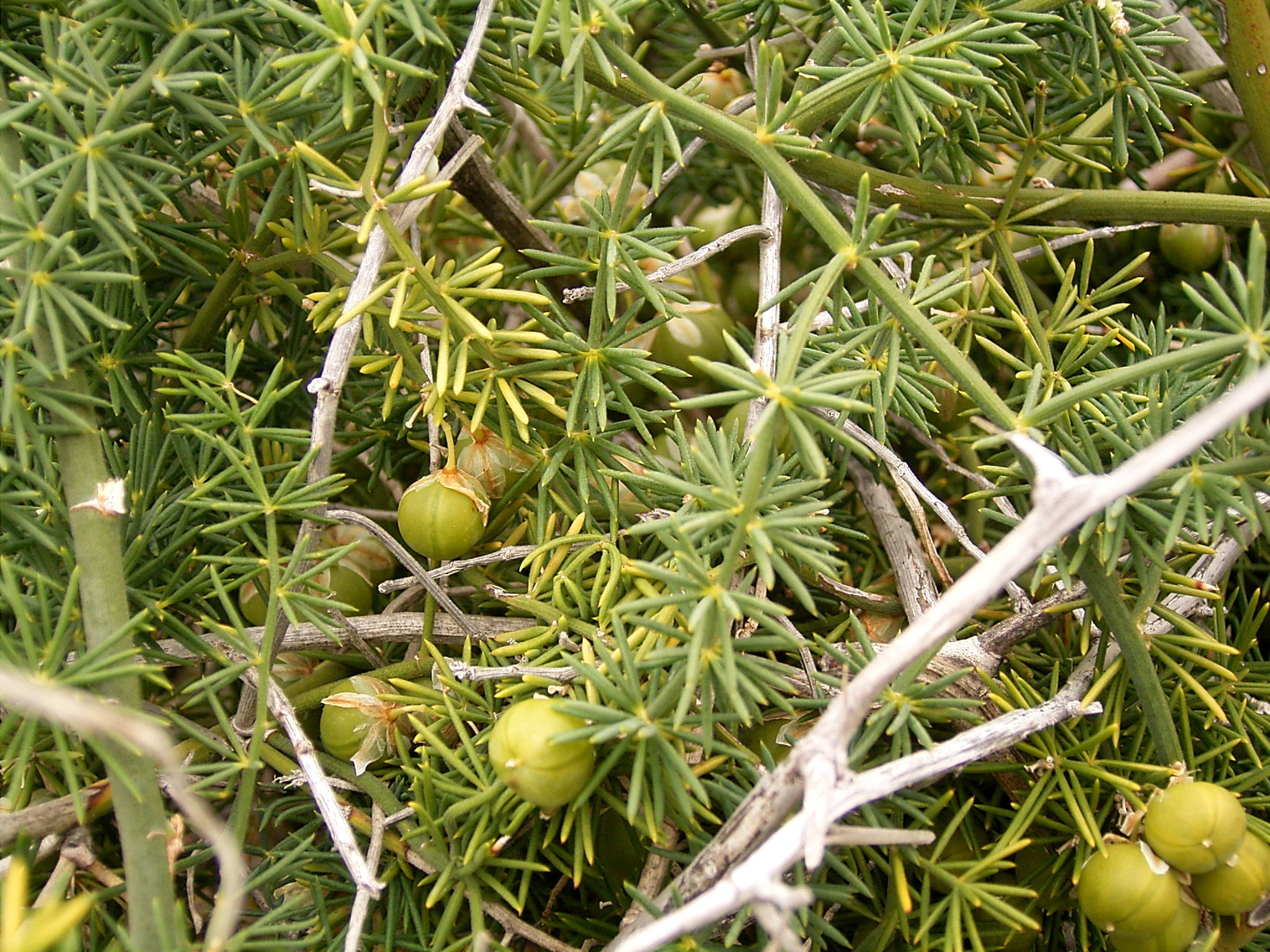